# Tivenys
Tivenys es un municipio de Cataluña, España, perteneciente a la provincia de Tarragona, en la comarca del Bajo Ebro. Se sitúa en la margen izquierda del río Ebro, en el sector central de la comarca, entre la sierra de Cardó y el río Ebro. 
La máxima población la tuvo en el año 1900 con 1895 habitantes. Desde entonces ha ido en disminución hasta llegar a los 887 del año 2016.

## Historia
Se sabe poco sobre la historia de Tivenys. En 1149, Ramón Berenguer IV cedió a los judíos de Tortosa un terrenos en la zona conocida como Abenxeri de Tivenx. En 1163 fue vendido al abad de Santes Creus. Hasta principios del siglo XX el municipio se denominaba Tivenis.

## Geografía humana

### Demografía
Cuenta con una población de 936 habitantes (INE 2024).
| Gráfica de evolución demográfica de Tivenys entre 1842 y 2021 |
| |
| Población de derecho según los censos de población del INE Población de hecho según los censos de población del INEEn estos censos se denominaba Tivenis: 1857, 1860, 1877, 1887, 1897, 1900 y 1910 |

### Economía
La agricultura es la principal actividad de los habitantes de Tivenys. En el secano, la gente cultiva olivos (970 ha), almendros (112 ha), algarrobos (273 ha) y un poco de viñedos (76 ha), es muy importante la producción de aceite de oliva, ya que el cultivo del olivo como hemos visto ocupa la mayor parte del término municipal. Aun así los cultivos principales se encuentran en las tierras de regadío, con árboles frutales, sobre todo melocotones y cítricos, que son exportados al interior y al extranjero.
En la actualidad un buen número de personas trabajan en la industria y en el sector servicios de la localidad de Tortosa.

## Monumentos y lugares de interés

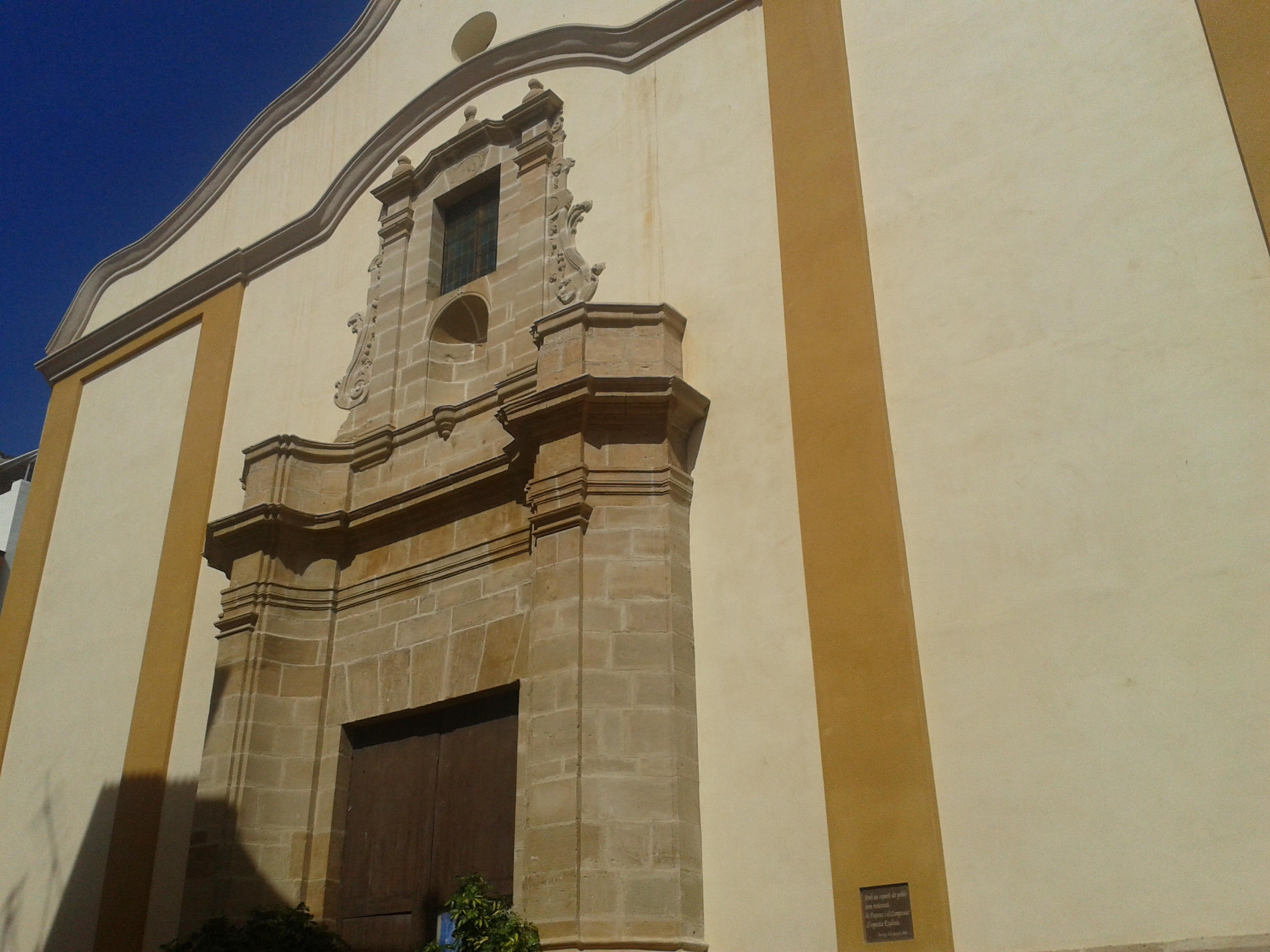
Fachada principal de la iglesia de San Miguel

- El templo parroquial, que fue construido desde el año 1770 hasta 1794, está dedicado a San Benito, San Miguel y San Antonio Abad. El edificio consta de tres naves y el coro sobre la puerta, con ocho altares laterales y el altar mayor, de estilo gótico y bizantino; la fachada es de estilo neoclásico.

- El azud de Cherta, que tiene 375 metros de largo, 3,5 de ancho en la coronación, 24 de ancho en la base, 35 de embalse y 7 de profundidad. En él nacen los Canales de Riego de la Derecha y de la Izquierda del Ebro. Fue declarado Bien Cultural de Interés Nacional en la categoría de monumento histórico por la Generalidad de Cataluña en 2002. Sobre una elevación en el margen izquierdo que divisa el río Ebro se ha excavado en distintas campañas desde el año 2000 un poblado íbero (siglo VI a. C.) en el que destaca los restos de una gran torre defensiva, cuya tipología es única en la región, probablemente destruida hacia el año 200 a. C. por los romanos.

- A una media hora del pueblo hay una antigua capilla dedicada a la Virgen del Carmen, documentada desde 1760, construida por influencia de los frailes carmelitanos de Cardó, divulgadores de la devoción en la comarca.

- El parque municipal, es uno de los sitios más pintorescos del pueblo por su situación, entre el canal de la izquierda y el río Ebro. Ofrece una rica y variada vegetación que hace que el visitante disfrute de un sitio de relax.